# Huelga de El Teniente
La huelga de El Teniente fue una paralización de labores llevada a cabo por mineros del cobre chileno que reclamaban reajustes salariales, desarrollada entre el 18 de abril y el 3 de julio de 1973, prolongándose durante 76 días. Fue la huelga más compleja que enfrentó el gobierno de Salvador Allende.

## Antecedentes
Los mineros en El Teniente, encabezados por el dirigente sindical democratacristiano Guillermo Medina, exigían un reajuste salarial 41 % mayor al establecido en la Ley de Reajuste de Remuneraciones, que buscaba evitar la caída de los ingresos reales de los trabajadores como consecuencia de la alta inflación. La ley fijó un reajuste equivalente al IPC acumulado entre el último aumento el 4 de abril de 1972 y el 30 de septiembre de ese año, y los trabajadores podían optar por ello o continuar con sus convenios colectivos vigentes. En El Teniente ya habían obtenido un reajuste de 41 % durante ese periodo, por lo que el gobierno pretendía descontar ese porcentaje del reajuste legal. En términos simples, los trabajadores y empleados de El Teniente demandaban un doble reajuste: el equivalente al IPC que todos recibirían, más el incremento de 41 % otorgado antes.
Las peticiones de los obreros, aunque no eran desmedidas, chocaban con la crisis económica en Chile de 1973; dada esa situación, el gobierno de Salvador Allende no podía aceptar tales peticiones. Para el gobierno, era inaceptable que un sector de trabajadores se beneficiara más que otros; si así lo hubiera hecho, otros sectores laborales se hubieran sentido igualmente legitimados para presionar por sus exigencias, sobre todo si se tiene en cuenta que los trabajadores del cobre actuaban tradicionalmente como una suerte de vanguardia en lo que se refiere a los movimientos huelguísticos.

## Desarrollo
La huelga de los obreros de El Teniente estalló el 18 de abril de 1973, con carácter indefinido hasta satisfacer sus reclamos. Inicialmente fue apoyada por los partidos Comunista (PC) y Socialista (PS), 4 de los 5 sindicatos profesionales y solo uno de los 4 industriales de El Teniente se declararon en huelga indefinida, y esto incluyó a dirigentes socialistas y comunistas, que se sintieron llamados a defender los derechos laborales. Los dirigentes laborales se entrevistaron con el presidente Salvador Allende, quien declaró que no admitirá «ningún reajuste sobre reajuste». Guillermo Medina, presidente de la zonal El Teniente de la Confederación de Trabajadores del Cobre, graficó la posición de los mineros señalando que «de aceptar el criterio del Ejecutivo estaríamos borrando con el codo todo lo que nos costó sangre, sudor y lágrimas».
El PC y el PS ordenaron a sus militantes retirarse de la huelga sin demasiado éxito; estos violaron acuerdos vivos entre los trabajadores del cobre. Estaba establecido que siempre que un mineral de cobre fuese a la huelga, los demás deberían apoyarla. La intención de los huelguistas era expandir el movimiento a las otras minas, pero lo lograron solo parcialmente. El 11 de mayo, los sindicatos de CobreChuqui declararon una huelga general en apoyo a El Teniente, pero solo de 48 horas. Cinco días después, en voto secreto, se desechó, por muy estrecho margen, ir a paro indefinido.
En el mineral de Chuquicamata, en una votación donde participaron más de 5000 obreros, fue aprobada la posición de la Unidad Popular de no apoyar la huelga de El Teniente por un margen de 100 votos, pero en las plantas de Antofagasta y Santiago a favor. Así, la diferencia quedó reducida a solo 9 votos, por lo que serían los trabajadores y empleados de la planta de Tocopilla, la más pequeña de todas, quienes indicarían el destino de la huelga indefinida. Sin embargo, con el paso de los días sus sindicatos no habían fijado una fecha para la votación. En Chuquicamata siguieron los paros parciales, con su habitual frecuencia y demandas, aunque algunos tenían un trasfondo político. La ola de paros durante mayo tuvo motivos diversos, por ejemplo, a raíz del despido de un trabajador por haber faltado dos lunes consecutivos, por no haber sido enviados a un examen médico y por la falta de útiles higiénicos.
El 23 de abril, con la adhesión de los sindicatos industriales de Sewell, Profesional Caletones, Profesional Coya e Industrial Rancagua, sumaron unos 13 000 trabajadores de El Teniente que se hallaban en huelga. La huelga de El Teniente se encuadraba en la continuidad respecto a las luchas reivindicativas libradas por los trabajadores contra gobiernos anteriores. Esta vez, el cambio de contexto político trajo consigo nuevos e inesperados aliados para los obreros. En lugar de los parlamentarios socialistas o comunistas, tuvieron el apoyo del Partido Demócrata Cristiano (PDC) y varios empleados paralizaron sus funciones durante 45 días.
Los mineros salían a las calles con sus herramientas, dinamita, y realizaban acciones contra las fuerzas de orden, bajo el lema «Teniente Unido jamás será vencido». La huelga de los obreros de El Teniente fue una de las movilizaciones más combativas realizada por los obreros durante el gobierno de Salvador Allende, y dividió políticamente a los trabajadores de una mayor manera de lo que había hecho el paro de octubre de 1972. El PC y el PS calificaron a los mineros como aristocracia obrera.
El 22 de mayo el comando de mujeres de los trabajadores en huelga de El Teniente se apoderó de los estudios de Radio Rancagua, principal emisora de la provincia; unas 150 mujeres que ocuparon el inmueble lanzaron llamados a partidarios y adversarios del movimiento huelguístico. Al día siguiente, varios dirigentes del PS de Rancagua fueron detenidos bajo acusación de ser los autores de los disparos que ocasionaron heridas a tres estudiantes y tres mineros durante una manifestación pacífica de apoyo a la huelga. Posteriormente, patrullas militares y de carabineros allanaron la sede del PS, encontrando gran cantidad de armas y bombas molotov.
El 25 de mayo Carabineros se enfrentaron en Rancagua con multitudes encabezadas por 30 gremios en huelga que apoyaban a los mineros de El Teniente, resultando 15 manifestantes heridos, uno de gravedad. La presencia de tres vehículos con efectivos militares logró calmar los ánimos y normalizar la situación. 40 huelguistas fueron detenidos, los que fueron liberados al día siguiente. El 30 de mayo Luis Bravo Meneses, trabajador de El Teniente, murió en la intersección de las calles Millán con Estado en Rancagua y otro quedó gravemente herido luego de que militares dispararan a su vehículo al negarse a la orden de detener el vehículo y estos realizaran una maniobra entorpecedora del patrullaje de los uniformados. El incidente produjo la clausura durante 6 días de Radio Agricultura luego que esta emisora anunciara la muerte de dos trabajadores en vez de uno, además de señalar que habría 7 heridos, incluido un bebé, lo cual fue desmentido por el Jefe de Zona de Emergencia de la provincia de O'Higgins, coronel Osvaldo Ibáñez.
El 12 de junio los mineros de El Teniente prepararon una marcha a pie de 100 kilómetros, desde Rancagua hacia Santiago, para entrevistarse con el presidente Salvador Allende. En la capital, los estudiantes secundarios que apoyaban a los mineros en huelga se enfrentaron a Carabineros y elementos de la UP durante todo el día, ocasionado destrozos y heridos; la directiva de la Federación de Estudiantes Secundarios de Santiago (FESES), encabezada por su presidente, Miguel Salazar, resultó detenido.
El 14 de junio el presidente de la Cámara de Diputados, Luis Pareto, autorizó que el Salón de Honor del palacio del Congreso Nacional fuera utilizado como dormitorio para los mineros que llegaran al recinto; dicha situación recibió la protesta de los parlamentarios de la Unidad Popular, que señalaban que se ponía en riesgo la integridad física de diputados y senadores. Al día siguiente, según informaba el diario La Nación, un grupo de 40 mineros poseía en los jardines del Congreso Nacional una bodega de artículos de primera necesidad y alimentos —como por ejemplo café, leche, té, azúcar, cigarrillos, papel higiénico, vino y pisco—, los cuales fueron retirados por parlamentarios de oposición para evitar que se registraran fotos de dicha situación y el gobierno acusara un acaparamiento de productos por parte de los huelguistas, dada la escasez presente en el país.
El 15 de junio estudiantes universitarios y secundarios se organizaron en lo que llamaron el «Día contra la Represión», para recibir en Santiago a los mineros de El Teniente; al salir a las calles se encontraron con brigadas de choque de la Unidad Popular, quienes se encontraban armados, y efectivos de Carabineros. El enfrentamiento finalizó con cientos de jóvenes víctimas de asfixia, pedradas, golpes de cadenas y heridos a bala de ambos lados. 218 heridos y lesionados buscaron refugio en la sede del Partido Demócrata Cristiano, luego de un enfrentamiento entre los mineros de El Teniente que se hallan en Santiago y carabineros. El periódico El Mercurio informó de ataques de grupos extremistas de izquierda contra los mineros.
El 19 de junio miles de santiaguinos acompañaron a los mineros de El Teniente en su «Marcha de la Democracia» que tuvo como punto de partida la Casa Central de la Pontificia Universidad Católica de Chile, sobre cuyo frontis se colocó un lienzo con la frase «Asilo contra la opresión». Guillermo Medina señaló:

"Este conflicto se va a arreglar solamente cuando el presidente Allende se apriete el cinturón, se afirme bien los pantalones y les diga a los partidos políticos: Yo soy el Primer Mandatario, yo soy el que manda en Chile. Dígaselo, señor Presidente, y los mineros con usted van a conversar".
Guillermo Medina (19 de junio de 1973).

El 29 de mayo de 1973 se acusó constitucionalmente a los ministros del Trabajo, Luis Figueroa Mazuela, y de Minería, Sergio Bitar, por haber impedido la aplicación de la ley laboral a los trabajadores de la mina El Teniente, facilitando por ello su declaración en huelga indefinida. La Cámara de Diputados la acogió el 6 de junio de 1973 por 78 votos y el Senado los destituyó el 20 de junio por 26 votos.
Tres semanas después, y luego de una primera propuesta de Salvador Allende, el único sindicato obrero en huelga resolvió reintegrarse a sus labores. Fueron los técnicos-profesionales los que sostuvieron la huelga en El Teniente; obstaculizaron los accesos a la mina y se tomaron por algunos días las oficinas de la empresa en Rancagua, por lo que el gobierno decretó el Estado de Emergencia para la provincia de O'Higgins. Los partidos Comunista y Socialista llegaron al extremo de criticar al presidente Salvador Allende por haber conversado con los dirigentes del cobre. La huelga tuvo una importancia fundamental en los acontecimientos que llevaron al golpe de Estado en Chile de 1973.

## Resolución
El movimiento en El Teniente se prolongó durante 76 días y en ese lapso la empresa despidió a 97 huelguistas. Luego de 4 propuestas del gobierno, los movilizados terminaron aceptando el 3 de julio la última fórmula presentada por el presidente Salvador Allende, una suerte de combinación de todas las propuestas anteriores. A pesar de que este paro no llegó a extenderse a nivel nacional, como era la intención de sus organizadores, sí consigue el apoyo de la mayoría del sector de los empleados de El Teniente y algunos otros centros mineros. Por su lado, la oposición logra dos objetivos tácticos fundamentales: romper la unidad de la clase obrera y agudizar la crisis económica.
Los huelguistas se reincorporaron a sus labores los primeros días de julio y los empleados de CobreChuqui una semana después; algunos fueron trasladados de sección y otros despedidos, mientras que el reajuste de 41 % fue descartado. Los costos económicos de la movilización fueron enormes, rondando unos 35 millones de dólares. En un contexto de creciente polarización política, enfrentamientos verbales y físicos, violencia y atentados, la huelga de El Teniente tensionó la relación de los partidos de la UP entre ellos, con sus bases sindicales y con la presidencia. Tomás Ireland, entonces vicepresidente administrativo de El Teniente, afirmó que «esa huelga fue realmente mortal para la economía chilena y produjo condiciones tales que vino el golpe». 